# Miss E... So Addictive
Miss E... So Addictive je třetí studiové album americké raperky Missy Elliott. Bylo vydáno v roce 2001 a je ve stylu Hip hop/R&B. Na albu se objevují popové a urban hity „One Minute Man“ s Ludacrisem a Trinou a „Get Ur Freak On“ nebo mezinárodní klubový hit „4 My People“ a méně úspěšný singl „Take Away“, který byl věnovaný tragicky zesnulé zpěvačce Aaliyah. Album si vedlo dobře v USA, kde se umístilo na 2. místě Billboard Hot 200 Album Chart a získalo platinové ocenění za prodej 1,8 milionů kopií.

## Seznam skladeb
Všechny skladby produkoval Timbaland a spoluprodukovala Missy Elliott.
1. So Addictive (Intro) (Missy Elliott & Tweet, produkce Craig Brockman a Missy "Misdemeanor" Elliott)
2. Dog in Heat (Missy Elliott, Method Man & Redman)
3. One Minute Man (Missy Elliott & Ludacris, produkced Timbaland, koprodukced Big Tank a Missy "Misdemeanor" Elliott)
4. Lick Shots
5. Get Ur Freak On
6. Scream a.k.a. Itchin
7. Old School Joint
8. Take Away (Missy Elliott & Ginuwine, produkce Timbaland, koprodukce Craig Brockman a Missy "Misdemeanor" Elliott)
9. 4 My People (Missy Elliott & Eve, produkce Nisan a D-Man, koprodukce Missy "Misdemeanor" Elliot, další produkce Timbaland)
10. Bus-A-Bus Interlude (Missy Elliott & Busta Rhymes)
11. Whatcha Gon' Do (Missy Elliott & Timbaland)
12. Step Off
13. X-Tasy
14. Slap! Slap! Slap! (Missy Elliott, Da Brat & Jade)
15. I've Changed (Interlude) (Missy Elliott & Lil' Mo)
16. One Minute Man (Remix) (Bonus track) (Missy Elliott & Jay-Z, produkce Timbaland, koprodukce Big Tank a Missy "Misdemeanor" Elliott)
17. 4 My People (Basement Jaxx, remix) [bonus na některých edicích]

## Žebříčky
USA prodej – 1,8 milionů kopií, 1× Platinové ocenění (RIAA)
Světový prodej – 6 milionů kopií
| Žebříčky (2002)                 | Nejvyšší pozice |
| ------------------------------- | --------------- |
| Austrálie – alba                | 12              |
| Francie – alba                  | 29              |
| Německo – alba                  | 22              |
| Švédsko – alba                  | 16              |
| Švýcarsko – alba                | 16              |
| Anglie – alba                   | 10              |
| U.S. Billboard 200 Albums Chart | 2               |